# Charley Boorman
Charley Boorman (właściwie Jan Charlie Boorman, ur. 23 sierpnia 1966) – angielski aktor, autor telewizyjnych programów przygodowych i podróżniczych. Znany ze swojego zamiłowania do motocykli, którym poświęcił swoje programy, w tym trzy we współpracy z Ewanem McGregorem. Był m.in. uczestnikiem wyścigu Dakar w 2006 roku, w którym jechał specjalnie przygotowaną wersją motocykla BMW F 650 GS Dakar; powstała z tego filmowa relacja Race to Dakar. Jest synem niemieckiej projektantki Christel Kruse i reżysera filmowego Johna Boormana. Jest mężem Olivii, mają dwie córki o imionach Doone i Kinvara. Mieszka w południowo-zachodnim Londynie.

## Filmografia
- Deliverance (1972)
- Excalibur (1981)
- The Emerald Forest (1985)
- Hope and Glory (1987)
- Beyond Rangoon (1995)
- Two Nudes Bathing (1995)
- The Serpent's Kiss (1997)
- The Bunker (2001)
- I, Cesar (2003)
- In My Country (2004)
- Famous and Fearless (2011 serial TV)
- World's Most Dangerous Roads (2011 serial TV z Sue Perkins)